# 올림픽 포스터
올림픽 포스터(Olympic poster)는 올림픽의 각 대회를 포스터로 디자인 한 것을 말한다. 올림픽 포스터는 올림픽이 매 회 열릴때마다 올림픽 조직 위원회나 국가 올림픽 위원회의 제안을 받고 만들어진다. 또한 국제 올림픽 위원회에게는 올림픽을 위해서 올림픽 포스터를 승인하는 것이 의무이다. 올림픽 포스터는 올림픽 스폰서가 올림픽 엠블럼과 같이 홍보를 위해 사용될 수 있다. 모든 포스터의 권리는 IOC가 갖는다.
오늘날 올림픽 포스터의 제작은 필수적인 것이 되어버렸지만, 근대 올림픽이 시작될 당시만 하더라도 대회를 기념한다며 포스터를 특별히 제작하는 일은 없었다. 이후 관련 위원회의 승인을 거치며, 올림픽 기념 포스터를 제작하게 된 것은 1912년 스톡홀름 올림픽 대회가 처음이었다. 스톡홀름 올림픽의 포스터는 자국 국기가 걸린 깃대를 들고 행진하는 선수들의 모습을 담아낸 것이었다.

## 다양한 올림픽 포스터

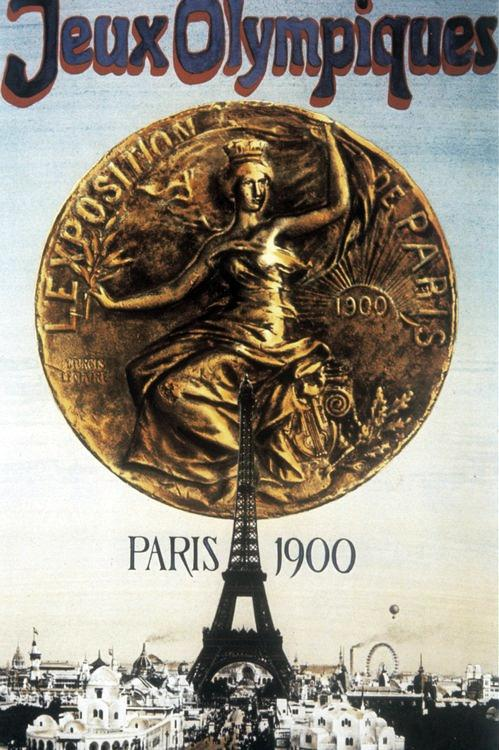
1900년 하계 올림픽
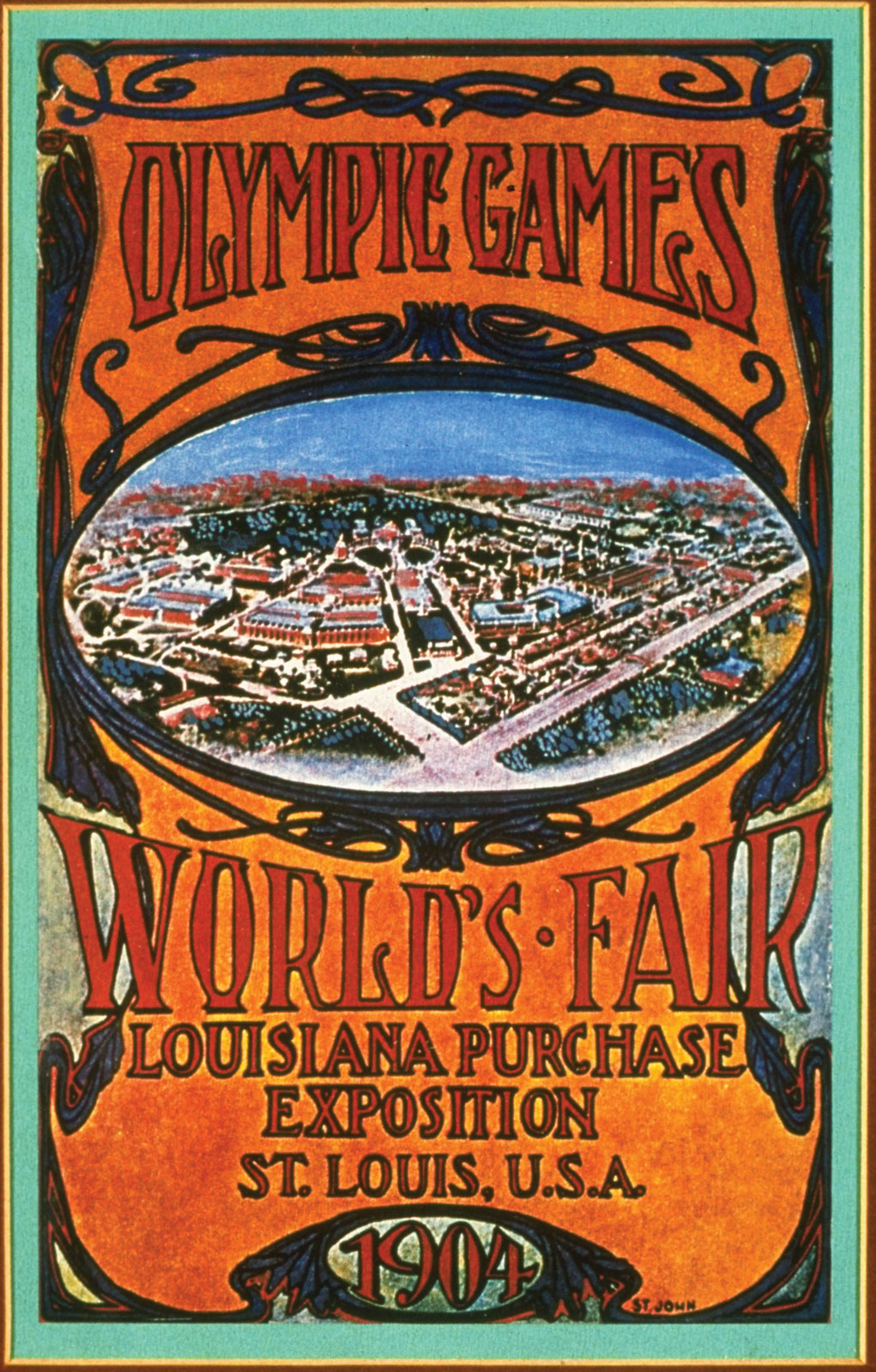
1904년 하계 올림픽
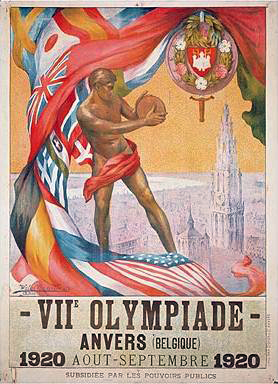
1920년 하계 올림픽
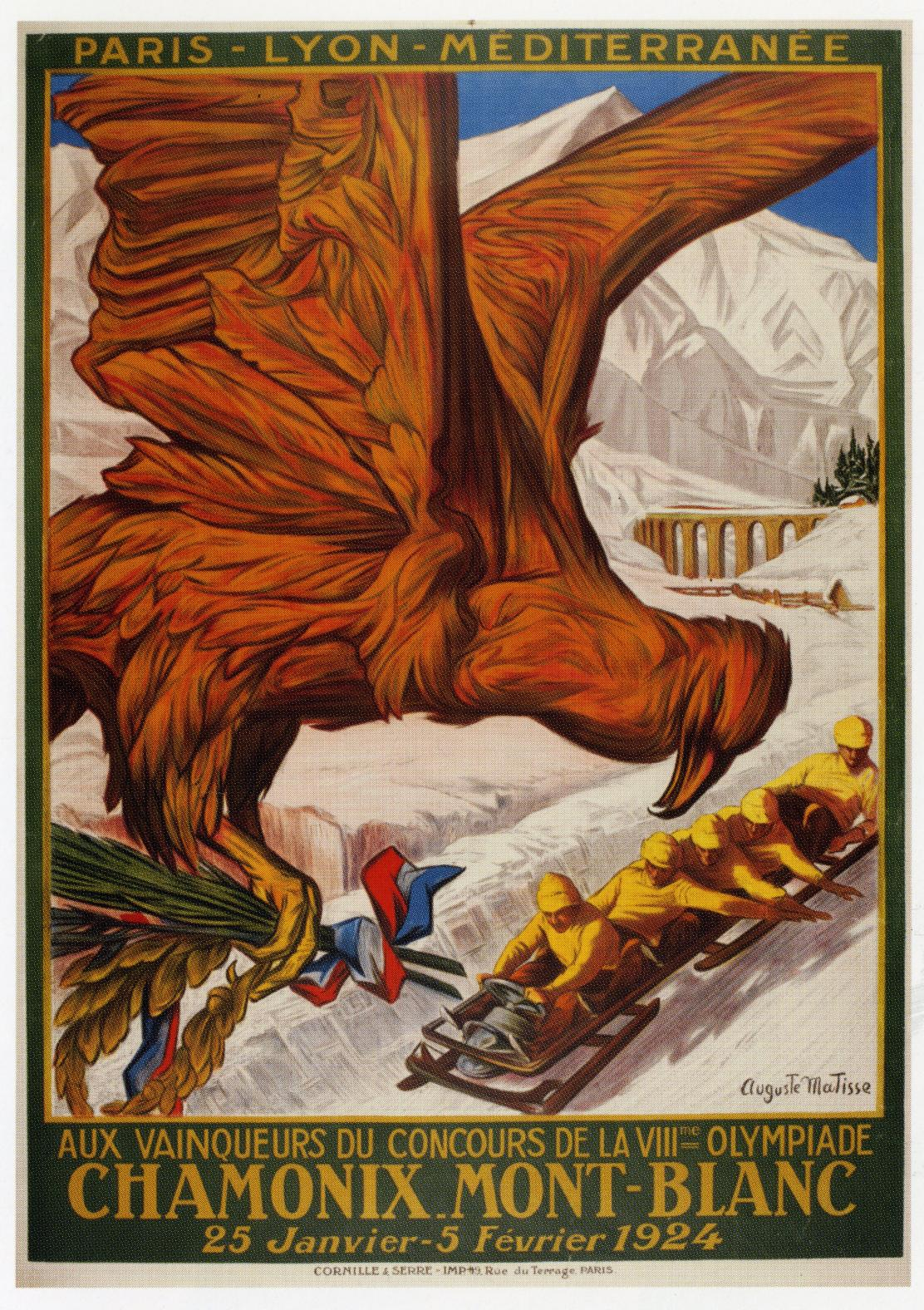
1924년 동계 올림픽
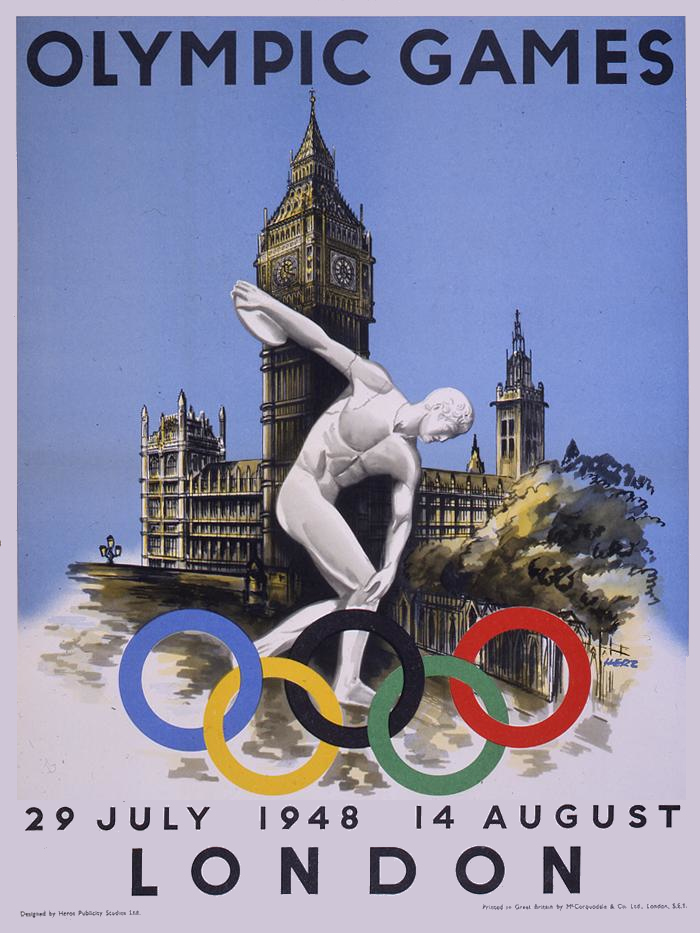
1948년 하계 올림픽

## 같이 보기
- 올림픽 엠블럼
- 올림픽 상징